# Olivier Jacque
Olivier Jacque (Villerupt, 29 de agosto de 1973) é um ex-motociclista francês. Foi campeão das 250 cilindradas em 2000.

## Carreira
Jacque começou em 2004 no Europeu de motos 250cc.